# Ржевский, Степан Матвеевич
Степан Матвеевич Ржевский (1732—1782) — генерал-поручик из рода Ржевских, старший брат генералов Павла, Ивана и Владимира Матвеевичей Ржевских.

## Служебная карьера
Сын капитана флота Матвея Васильевича Ржевского и Федосьи, дочери вице-адмирала Наума Синявина. Родился 17 (28) декабря 1732 года и до пятнадцати лет воспитывался дома, а в 1747 году был зачислен на военную службу и отдан в Шляхетный кадетский корпус, в котором провёл девять лет.
По выпуске из корпуса фельдфебелем в 1756 году, Ржевский был назначен состоять при генерал-фельдмаршале Апраксине для дел, производившихся на иностранных языках; 17 сентября того же года был произведён в поручики, послан был в действовавшую в Пруссии армию и принял участие в Семилетней войне.
Война дала Ржевскому полную возможность выказать всю свою храбрость и недюжинные военные способности, и за оказанные в делах отличия он в начале 1757 года получил чин капитан-поручика, а в конце того же года — чин капитана, в следующем году был произведён в секунд-майоры и затем командирован в Австрийскую армию, в распоряжение генерал-майора Шпрингера. 14 сентября 1759 года Ржевский был произведён в премьер-майоры.
10 ноября того же года под Максеном близ Дрездена был взят в плен целый прусский корпус под начальством генерала Финка; в успехе этого дела немалая заслуга принадлежала Ржевскому, почему генерал-майор Шпрингер и отправил его в Санкт-Петербург с донесением к императрице Елизавете Петровне. За участие в пленении корпуса Финка Ржевский был произведён в подполковники и, кроме того, ему пожалованы были 1000 рублей деньгами.
По возвращении к действующей армии Ржевский участвовал в занятии Берлина корпусом Чернышёва.
Семилетнюю войну он окончил, уже будучи полковником, С 1763 по 1770 годы Ржевский был командиром Ширванского пехотного полка. 
В турецкой кампании 1770 года участвовал уже в чине бригадира. В эту войну, как и в Семилетнюю, он не раз выказал себя храбрым и весьма способным генералом, и 27 июля 1770 года получил только что тогда учреждённый Орден Святого Георгия 3-й степени (№ 12 по кавалерским спискам Судравского и Григоровича — Степанова)
За оказанную им 7-го июля 770 года, во время сражения с неприятелем при реке Ларге, неустрашимую храбрость, при овладении батареями и неприятельским лагерем.
Вслед за тем Ржевский принял участие в штурме Измаила, где командовал гренадерской колонной, и за отличие 12 октября 1770 года был произведён в генерал-майоры.
По окончании войны  состоял при Украинской и Белорусской дивизиях. 
10 июля 1775 года он был произведён в генерал-поручики. Кроме ордена Святого Георгия 3-й степени, Ржевский имел ещё орден Святой Анны, полученный в 1772 году. Скончался 29 ноября 1783 года.

## Записка генерала Ржевского
Ржевский считался одним из лучших генералов своего времени; после него, между прочим, осталась записка о русской армии (написанная в год смерти и напечатанная в № 3 «Русского архива» за 1879 год), озаглавленная так: «Разные замечания по службе армейской, отчего она в упадок приведена и нелестно хорошим офицерам продолжать службу, и о полковниках».

Первый лист рукописи Ржевского С. М.

Из этой записки видно, как хорошо Ржевский видел все недостатки русской армии, особенно чрезмерное усиление власти полковых командиров и излишний наплыв иностранцев, и как он глубоко был убеждён в необходимости скорейшего принятия мер к искоренению недостатков. За смертью автора эта записка не получила надлежащего хода, и из другой записки о состоянии русской армии, составленной графом С. P. Воронцовым в начале XIX столетия, видно, что все недостатки русской армии, указанные С. M. Ржевским, к тому времени не только не уменьшились, но даже увеличились.

## Семья
С 1759 года был женат на баронессе Софье Николаевне Строгановой (29.09.1737—12.10.1790), дочери барона Николая Григорьевича Строганова и Прасковьи Ивановны Бутурлиной. По связям жены и матери Ржевский принадлежал к высшему обществу обеих столиц. Последние годы своей жизни он обыкновенно по зимам жил в Москве. В частной жизни это был человек, живший широко и страстно любивший театр. По словам князя И. M. Долгорукого, его родного племянника, он, живя в Москве, постоянно устраивал у себя балы и спектакли, на которые съезжалась вся избранная Москва. Тот же князь И. М. Долгорукий говорит, что Ржевский был человек острого и весёлого ума, доброго и приятного характера, способный всегда веселиться самым искренним образом. У генерала Ржевского были три дочери:
- Федосья (1760—1795), выпускница Смольного института, замужем за князем Михаилом Николаевичем Голицыным.
- Прасковья (1761—1814), первым браком за генерал-майором И. С. Кологривовым, вторым браком за тайным советником князем Н. С. Урусовым.
- Мария (1774—1852), замужем за генерал-майором А. Е. Татищевым. По словам современницы, имея хорошее состояние, Мария Степановна жила очень весело, любила давать балы и маскарады; сперва, когда была молода, для себя самой, а потом, когда подросли её две дочери, Софья и Анна, для них. Будучи в родстве едва ли не с пол-Москвой, заслужила прозвание всемирной кузины.

Получили известность и братья С. М. Ржевского: Павел был обер-комендантом Москвы и также генерал-поручиком, Владимир служил на флоте и после выхода в отставку был Новгородским гражданским губернатором, Иван также с отличием участвовал в русско-турецкой войне 1768—1774 гг. и был награждён орденом св. Георгия 4-й степени.